# كونور براون (لاعب كريكت)
كونور براون (28 أبريل 1997 في المملكة المتحدة - ) (بالإنجليزية: Connor Brown)‏ هو لاعب كريكت بريطاني. لعب مع نادي مقاطعة غلاموركن للكريكت ‏ وCardiff MCC University ‏.

## وصلات خارجية
- كونور براون على موقع إي آس بي آن كريك إنفو (الإنجليزية)